# 江口 (岡崎市)
江口（えぐち）は、愛知県岡崎市の町名である。岡崎地区に位置する。現行行政地名は江口一丁目から江口三丁目。

## 地理
岡崎市の南部に位置する。

### 河川
- 占部川

## 世帯数と人口
2019年（令和元年）5月1日現在の世帯数と人口は以下の通りである。
| 丁目       | 世帯数  | 人口    |
| ---------- | ------- | ------- |
| 江口一丁目 | 405世帯 | 865人   |
| 江口二丁目 | 398世帯 | 848人   |
| 江口三丁目 | 188世帯 | 438人   |
| 計         | 991世帯 | 2,151人 |

### 人口の変遷
国勢調査による人口の推移
| 1995年（平成7年）  | 1,979人 | [ 6 ]  |  |
| 2000年（平成12年） | 2,121人 | [ 7 ]  |  |
| 2005年（平成17年） | 2,187人 | [ 8 ]  |  |
| 2010年（平成22年） | 2,066人 | [ 9 ]  |  |
| 2015年（平成27年） | 2,095人 | [ 10 ] |  |

## 小・中学校の学区
市立小・中学校に通う場合、学区は以下の通りとなる。
| 丁目       | 番・番地等 | 小学校             | 中学校           |
| ---------- | ---------- | ------------------ | ---------------- |
| 江口一丁目 | 全域       | 岡崎市立城南小学校 | 岡崎市立南中学校 |
| 江口二丁目 | 全域       | 岡崎市立城南小学校 | 岡崎市立南中学校 |
| 江口三丁目 | 全域       | 岡崎市立城南小学校 | 岡崎市立南中学校 |

## 歴史

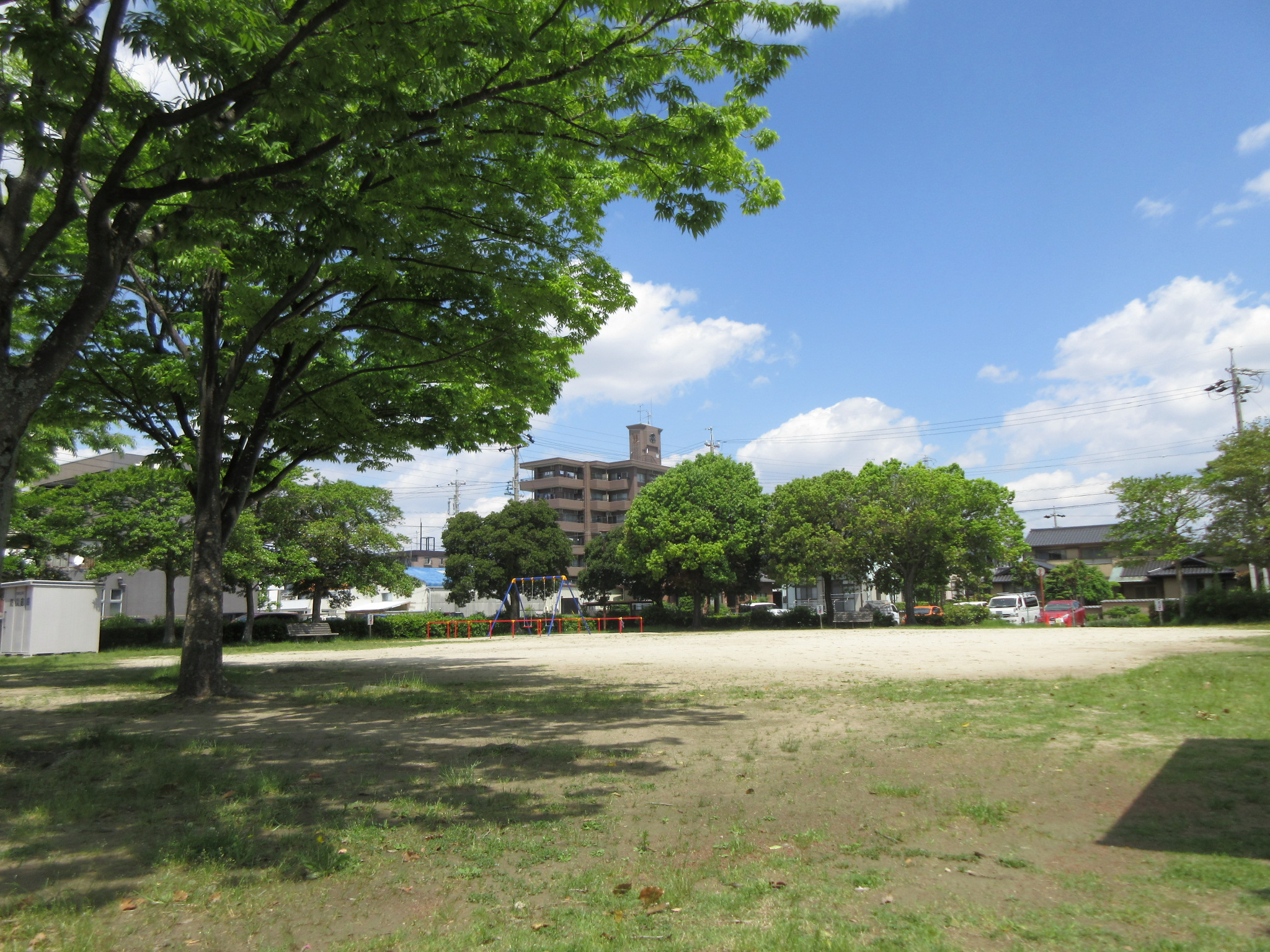
祈祷野公園

額田郡戸崎村の一部を前身とする。

### 沿革
- 1980年（昭和55年）3月18日 - 岡崎都市計画南部土地区画整理事業により、羽根町、六名町の一部が独立し江口1丁目及び2丁目に、戸崎町及び六名町の一部が独立し江口3丁目にそれぞれなった[1]。

### 町名の変遷
（分かる場合は、以下の変遷表で示す）
| 実施後     | 実施年月日                | 実施前（各町名ともその一部） |
| ---------- | ------------------------- | ---------------------------- |
| 江口一丁目 | 1980年（昭和55年）3月18日 | 羽根町、六名町の一部         |
| 江口二丁目 | 1980年（昭和55年）3月18日 | 羽根町、六名町の一部         |
| 江口三丁目 | 1980年（昭和55年）3月18日 | 戸崎町、六名町の一部         |

## 施設
- 岡崎市管工事業協同組合
- 同盟福音ブラジルキリスト教会
- 祈祷野公園

## 交通
鉄道
- JR東海道本線
  - 西岡崎駅（昭和町） - 通過するのみである - 岡崎駅（羽根町）
- 愛知環状鉄道・愛知環状鉄道線
  - 六名駅（六名新町） - 通過するのみである - 岡崎駅（羽根町）

## その他

### 日本郵便
- 郵便番号 : 444-0843[4]（集配局：岡崎郵便局[12]）。

## 参考資料
- 「角川日本地名大辞典」編纂委員会 編『角川日本地名大辞典 23 愛知県』角川書店、1989年3月8日。ISBN 4-04-001230-5。
- 有限会社平凡社地方資料センター 編『日本歴史地名体系第23巻 愛知県の地名』平凡社、1981年。ISBN 4-582-49023-9。